# 多拉 (新墨西哥州)
多拉（英語：Dora）是位於美國新墨西哥州羅斯福縣的村。

## 人口
根據2020年美國人口普查的數據，多拉的面積為6.74平方千米，當中陸地面積為6.72平方千米，而水域面積為0.00平方千米。當地共有人口117人，而人口密度為每平方千米17人。